# Атлантові
Атлантові (Atlantidae) — родина морських, голопланктонних черевоногих молюсків клади Littorinimorpha. Відповідно до таксономії Gastropoda Буше та Рокруа (2005), родина Atlantidae не має підродин.

## Опис
Atlantidae — це група голопланктонних черевоногих молюсків, які демонструють сильну адаптацію до пелагічного життя у формі лінзоподібної, сплощеної з боків арагонітової раковини, поверхня якої додатково розширена завдяки наявності широкого та дуже тонкого крихкого двостінного кіля. Верхівка знаходиться з правого боку раковини, пупок зліва. Для живої тварини збільшення поверхні черепашки служить «для збільшення стабілізації під час плавання та занурення». Це явище призводить до того, що в окремих видів зовні дуже схожі оболонки дорослих особин, тоді як раковини личинок можуть бути абсолютно різними.
Розміри їх тіла мікроскопічні з діаметром черепашки менше 1 см. Нога перетворилася на м'язистий плавник. Їх плавник тягнеться вперед під головою. Вони плавають черевною частиною вгору завдяки хвилястості плавника.

## Екологія
Атлантові мають негативну плавучість. Протягом дня їм доводиться плисти, щоб зберегти своє положення. Вночі вони виділяють волокна слизу, до якого прикріплюються. Вони є активними хижаками, які візуально виявляють жертву.

## Роди
- Atlanta Lesueur, 1817 — типовий
- Oxygyrus Benson, 1835 — одновидовий, він має лише один вид Oxygyrus keraudrenii (Lesueur, 1817)
- Protatlanta Tesch, 1908 — має лише один сучасний вид[2], але було описано кілька викопних видів
- † Bellerophina d'Orbigny, 1843
- † Eoatlanta Cossmann, 1888
- † Mioatlanta di Geronimo, 1974